# Barrio Manuel Dorrego

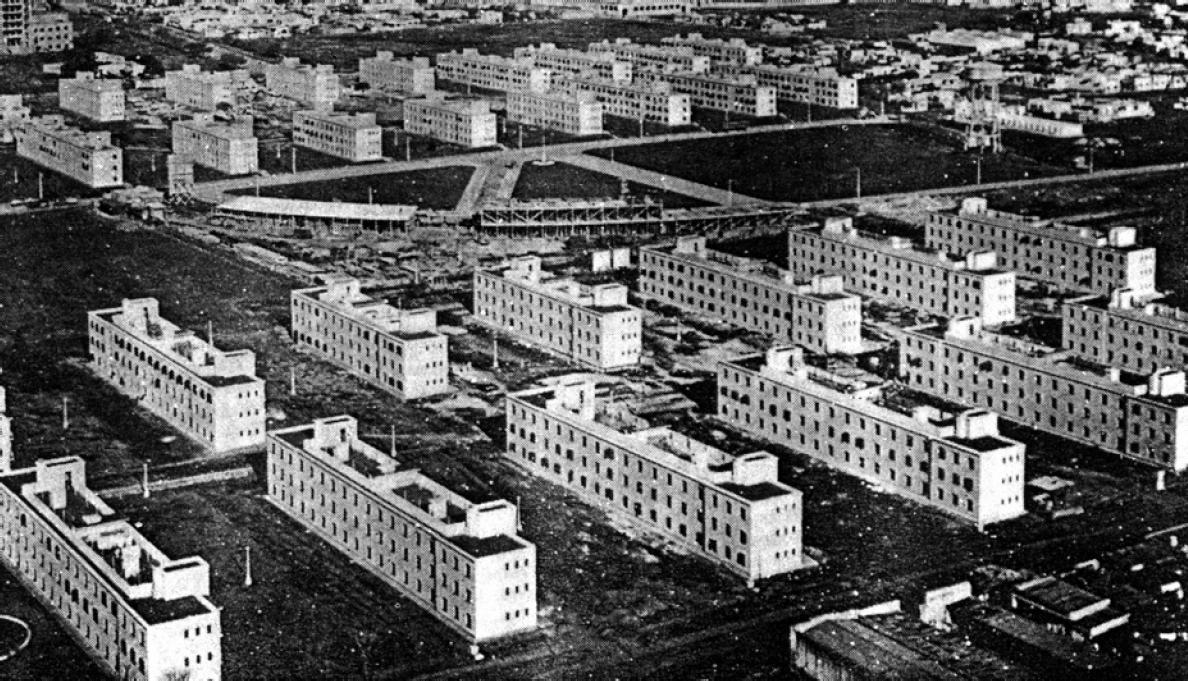
Vista del barrio en construcción.

El Barrio Manuel Dorrego es un barrio de la ciudad de Buenos Aires, en Argentina. Originalmente se llamaba Los Perales, y fue una de las obras de vivienda social más importantes del gobierno de Juan Domingo Perón en la capital. Se encuentra en el barrio de Mataderos, junto al estadio del Club Atlético Nueva Chicago.

## La vivienda peronista

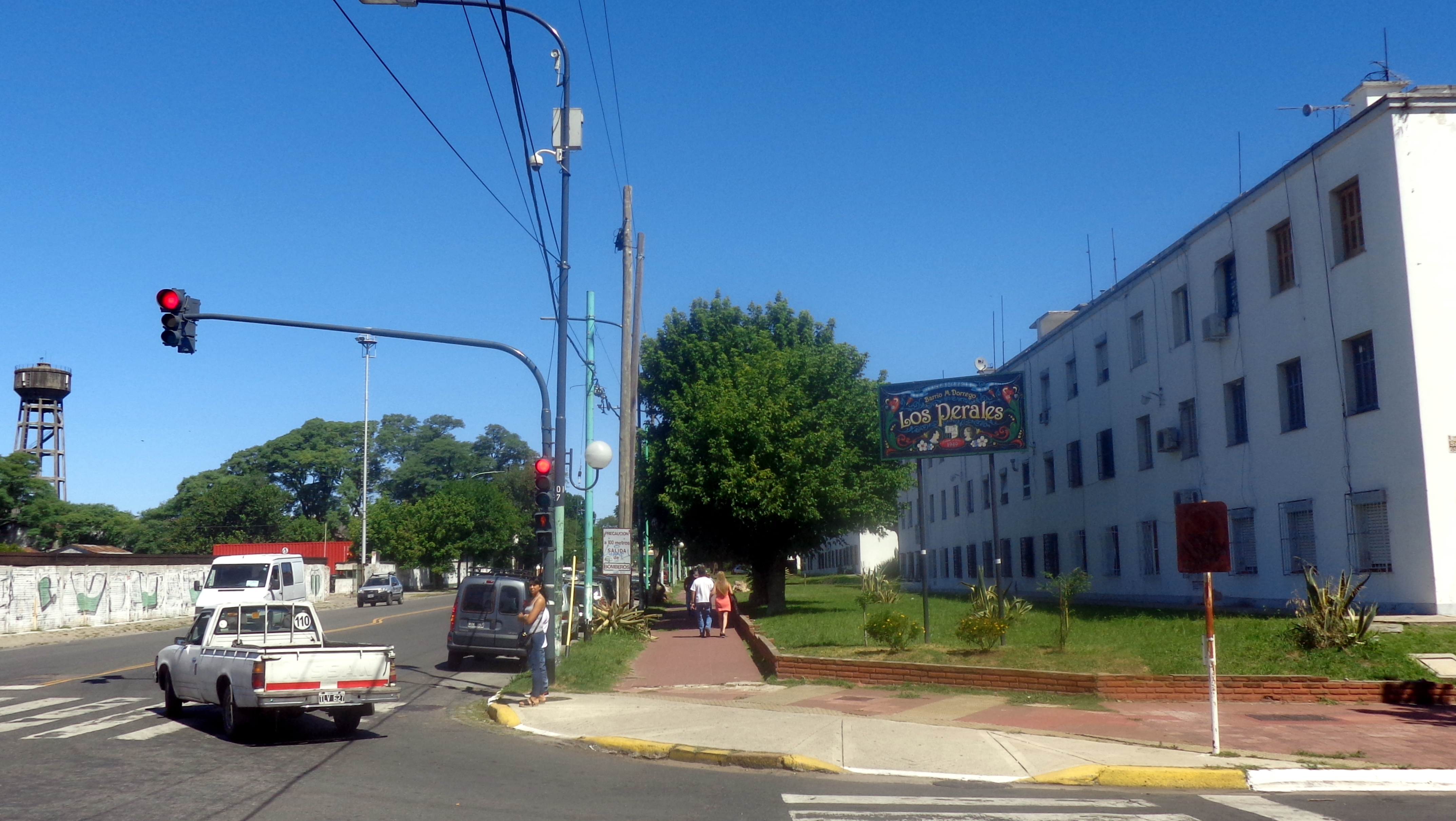
El barrio en 2014.

Durante la primera presidencia de Perón se puso en marcha el Plan Eva Perón de vivienda social, gestionado por la Municipalidad de la Ciudad de Buenos Aires. Mediante este plan u otros proyectos se construyeron en la ciudad 9 barrios, que abarcaron diversos estilos arquitectónicos y de diseño y diversas clases sociales, entre 1948 y 1954.
Uno de los diseños de vivienda introducidos por el Justicialismo en la Argentina fue el de monoblock, edificio multifamiliar llamado así por ser estrictamente un bloque de frente rectangular sin ornamentos ni balcones, sencillo estilo ya utilizado en Alemania o la Unión Soviética y desarrollo horizontal en pabellón (o tira). Este formato de construcción se repitió en los barrios Balbastro y 17 de Octubre (hoy General San Martín). En cambio, en el Barrio Juan Perón (hoy Cornelio Saavedra) se utilizó el chalet californiano; en el Curapaligüe (hoy Simón Bolívar), el gran complejo de edificios de varios pisos.

### Los Perales
Los 1068 departamentos de 2 y 3 dormitorios del Barrio Los Perales están distribuidos en 45 monoblocks de planta baja y dos pisos comunicados por escalera, que ocupan una gran zona parquizada y con densa arboleda, a los cuales sólo se puede acceder a pie. Están realizado con estructura de hormigón armado y los cerramientos de mampostería fueron pintados de blanco, al estilo racionalista. El barrio cuenta de todas formas con 5 calles, algunas con nombres de flores locales como Yrupé o Amancay.

## Historia

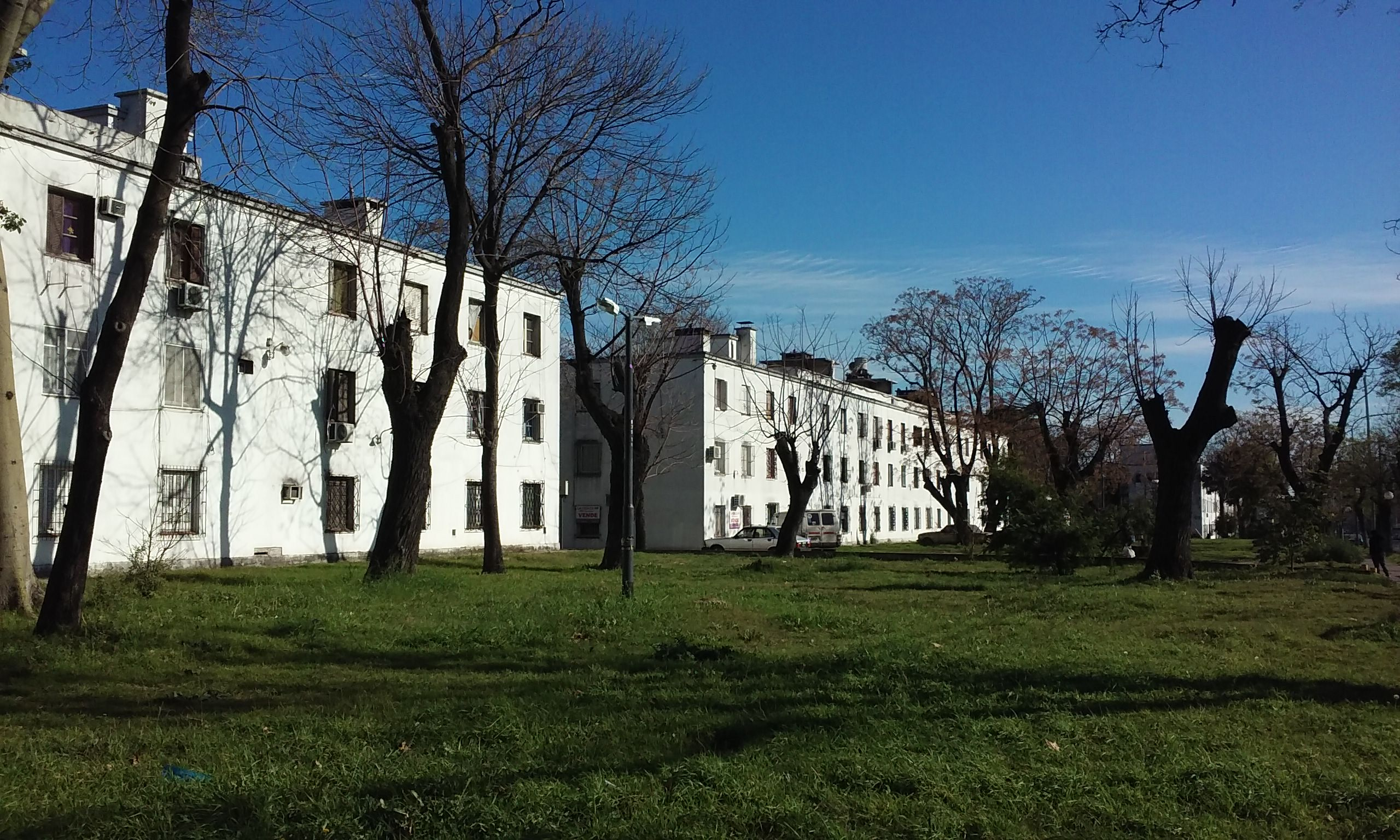
Edificios de Los Perales en invierno de 2017.

La piedra fundamental del barrio fue colocada el 13 de septiembre de 1947, durante un acto encabezado por el ministro de obras públicas Guillermo Borda. Se terminó hacia 1949 y junto con las viviendas fue inaugurada la Escuela Justicialista, adonde se impartió enseñanza primaria tanto a los niños del barrio como de la villa de emergencia N.º 15, contigua al conjunto. De hecho, muchos de los habitantes de Los Perales lo fueron antes de este asentamiento precario.

### Leyendas y dichos
Las clases media y alta vieron con rechazo [cita requerida] que el gobierno peronista entregara viviendas a bajo costo y con buena calidad de construcción y equipamiento, considerando en algunos casos que el lujo era excesivo para los que llamaban cabecitas negras, o coyas (el caso del Barrio Juan Perón con sus vistosos chalets).
En consecuencia, hicieron circular varios rumores o creencias prejuiciosas, tanto como racistas o xenófobas[cita requerida]. Algunos de ellos aseguraban que los nuevos habitantes de barrios como Los Perales habrían arrancado el parqué de los pisos para hacer asados con su madera. Otros, que estarían plantando verduras en las bañaderas. Y otros más, que probablemente habrían vendido toda la grifería y herrajes de bronce para obtener dinero.
Luego 1955, con el golpe de Estado autodenominado Revolución Libertadora, que derrocó a Perón y lo llevó al exilio durante 18 años, el barrio Los Perales, estigmatizado como un nido de ratas peronistas según el vicepresidente de facto Almirante Isaac Rojas, fue renombrado Manuel Dorrego, y la Escuela Justicialista, Roma.

### Problemas estructurales
El 12 de junio de 2008, la Legislatura de la Ciudad de Buenos Aires aprobó la Ley de la Ciudad n.º 2750, que reglamenta el Plan de Recuperación y puesta en Valor del Barrio Manuel Dorrego, debido a que años sin mantenimiento del complejo han ocasionado severos problemas estructurales, tanto que los vecinos denuncian que un par de edificios se están hundiendo en el terreno, y estos debieron ser apuntalados. Sin embargo las obras no comenzaron, y la jueza Alejandra Petrella dispuso el 14 de octubre de 2009 que las obras se iniciaran en el plazo de 20 días. Aun así, a septiembre de 2010 la orden aún no había sido acatada por el Gobierno de la Ciudad.